# أدريان دالي
أدريان دالي (24 أكتوبر 1968 - ) (بالإنجليزية: Adrian Dale)‏ هو لاعب كريكت جنوب أفريقي.